# Arraias
Die Arraias waren einheimische Timoresen, die während der portugiesischen Kolonialzeit als Hilfstruppen der Kolonialherren dienten. Der Name leitet sich vom portugiesischen Wort Arraial (Wandertruppe) ab. Die Timoresen nannten sie auf Tetum Assuain (Helden). Sie wurden von den loyalen Liurais (Kleinkönige) gestellt oder von den Portugiesen direkt rekrutiert. Bis 1818 waren sie die einzigen Truppen, die den Portugiesen in ihrer Besitzung zur Verfügung stand. Ab 1860 stellte man ständige Einheiten aus Moradores, Bidau und Sica auf.